# Денис Шрьодер
Денис Майк Шрьодер (на немски: Dennis Mike Schröder) е германски баскетболист от гамбийски произход, играещ като гард за Лос Анджелис Лейкърс в НБА. Собственик е на отбора Льовен Брауншвайг, играещ в Бундеслигата на Германия.

## Клубна кариера
В продължение на два сезона играе за тима на СГ Брауншвайг, сателитен на Брауншвайг Фантомс. През сезон 2011/12 е взет в първия тим на „фантомите“ и през сезон 2012/13 става най-прогресиращ играч в Бундеслигата и печели наградата за най-добър млад баскетболист на страната за 2013 г.
През юни 2013 г. е изтеглен в драфта на НБА от Атланта Хоукс. През първия си сезон записва само 13 минути средно на мач, в които вкарва по 3.1 точки. Поради голямата конкуренция прекарва месец в сателитния отбор Бейкърсфийлд Джем. През сезон 2014/15 показателите му се увеличават до 10 точки на мач, а освен това гардът участва в Мача на изгряващите звезди като записва 13 точки и 9 асистенции. На 22 декември 2014 г. отбелязва 22 точки при победата със 105:102 над Далас Маверикс. През сезон 2015/16 продължава да е резерва на Джеф Тийг, като стартира само в 6 срещи от 80 изиграни. В първата среща от плейофната фаза срещу Кливланд Кавалиърс обаче отбелязва рекордните си 27 точки.
След като Тийг е обменен в Индиана Пейсърс Шрьодер става титулярен гард и преподписва с тима. През сезон 2017/18 чупи личния си рекорд с 41 точки срещу Юта Джаз, но Хоукс не се класират за плейфоите за първи път, откакто германецът е в тима.
През юни 2018 г. преминава в Оклахома Сити Тъндър. През първия си сезон е използван като „шести човек“, тъй като не успява да пребори конкуренцията на звездата на „гръмотевиците“ Ръсел Уестбрук. След като Уестбрук напуска обаче Оклахома привлича Крис Пол и Шрьодер продължава да се включва предимно от резервната скамейка. През ноември 2020 г. става част от Лос Анджелис Лейкърс.

## Национален отбор
Дебютира за националния отбор на Германия на 27 юли 2014 г. в мач с Финландия. Част е от състава на Бундестима за Евробаскет 2015, но тогава Германия не прескача груповата фаза. На Евробаскет 2017 Германия достига 1/4-финалите, като Шрьодер записва по 23.7 точки средно на мач и става най-резултатният играч на първенството.

## Успехи
- Най-прогресиращ млад играч в Бундеслигата – 2012/13
- Млад баскетболист на годината в Германия – 2013